# Casabella

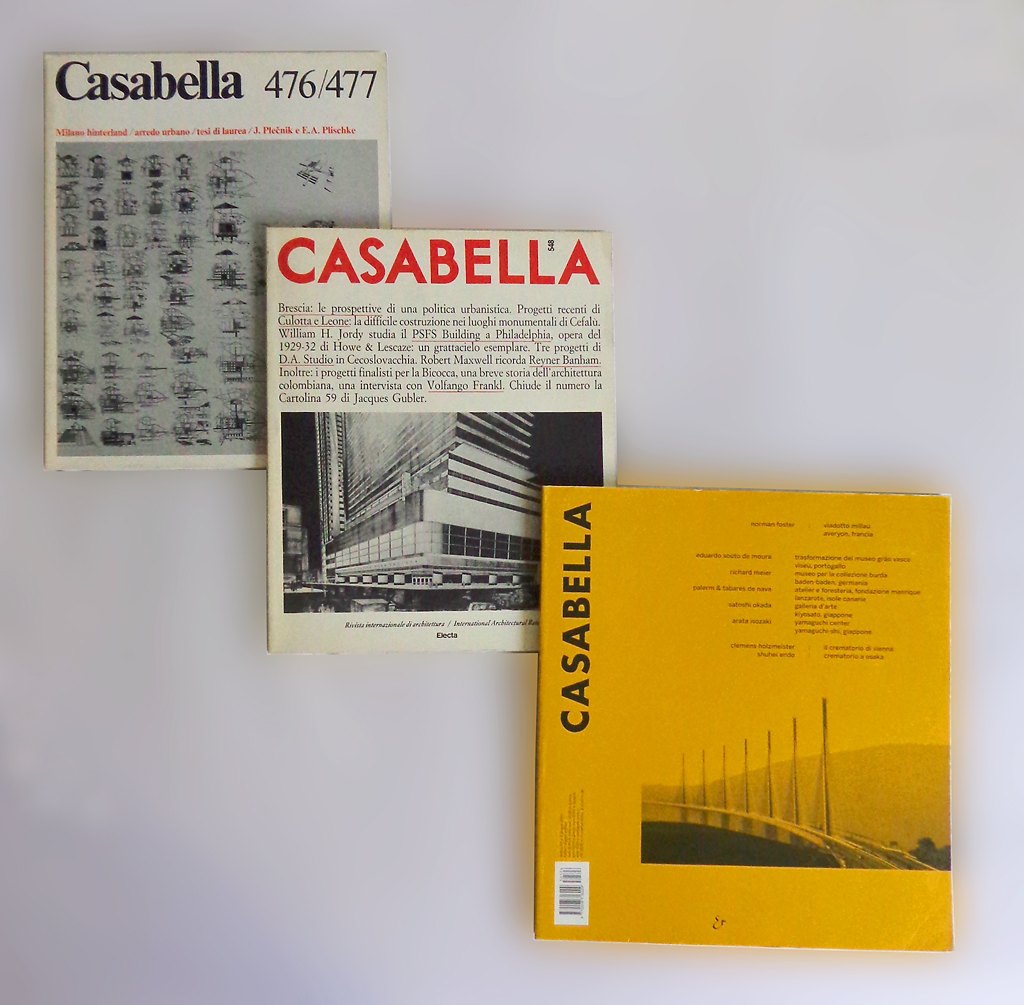
Trois numéros de Casabella.

Casabella est une revue mensuelle internationale d'architecture, d'urbanisme et de design, fondée en 1928, et  publiée par Arnoldo Mondadori Editore. Son siège est à Milan.

## Historique

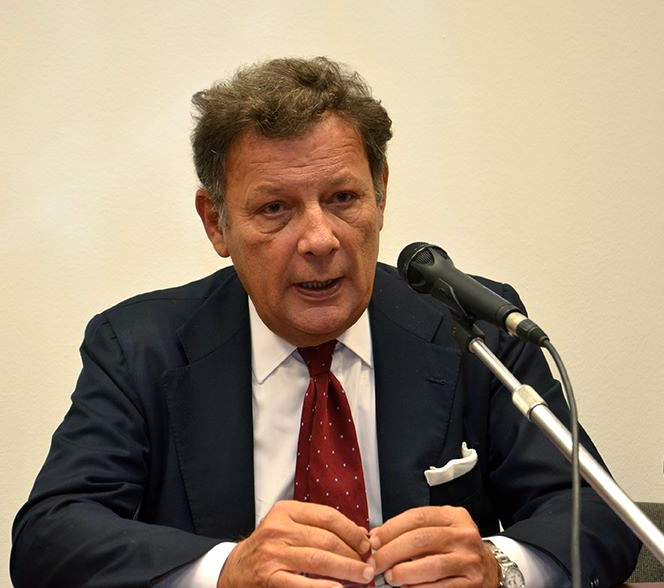
Francesco Dal Co, actuel directeur de la revue Casabella (Mondadori).

À l'origine dirigée par Guido Marangoni, la revue s'appelle alors La Casa Bella, puis change plusieurs fois de nom, devenant Casabella, Casabella Costruzioni, Costruzioni Casabella, Casabella Continuità et de nouveau Casabella. Le premier numéro avait pour titre La casa bella, rivista per gli amatori della casa bella, il comptait 50 pages et coûtait 8 lires.
Aujourd'hui diffusée à environ 47 000 exemplaires, la revue est dirigée actuellementpar Francesco Dal Co.